# Réparsac
Réparsac est une commune du Sud-Ouest de la France située dans le département de la Charente, en région Nouvelle-Aquitaine.
Ses habitants sont les Réparsacais et les Réparsacaises.

## Géographie

### Localisation et accès
Réparsac est une commune de l'ouest du département de la Charente située à 7 km au nord-ouest de Jarnac,  à 11 km au nord-est de Cognac et 32 km à l'ouest d'Angoulême.
C'est une commune rurale située en Fins Bois, cru classé du vignoble d'appellation cognac.
Le bourg de Réparsac est aussi à 14 km à l'ouest de Rouillac.
Le bourg de Réparsac est traversé par deux départementales, la D 22 et la D 158. La D 15 de Cognac à Rouillac par Sigogne passe au sud de la commune, à Nercillac. La N 141, maillon occidental de la route Centre-Europe Atlantique entre Angoulême et Saintes, passe à 7 km au sud de la commune, sur l'autre rive de la Charente et relie Jarnac et Cognac.
La gare la plus proche est celle de Cognac ou celle de Jarnac, desservie par des TER à destination d'Angoulême, Saintes et Royan avec correspondance à Angoulême pour Paris, Bordeaux, Poitiers et Limoges, et à Saintes pour La Rochelle et Niort.

### Hameaux et lieux-dits
L'habitat est très dispersé avec de nombreux hameaux, dont les plus importants sont la Flaudrie, la Vénerie, la Vallade, la Roche Croisat.

### Communes limitrophes
|               | Sainte-Sévère | Houlette |
| Val-de-Cognac | Réparsac      | Sigogne  |
|               | Nercillac     | Chassors |

### Géologie et relief
Comme toute cette partie de la rive droite de la Charente, géologiquement, Réparsac est dans le Jurassique supérieur. Le terrain date du  Tithonien (anciennement nommé étage Portlandien) et présente des affleurements de marnes et d'argiles. Réparsac fait partie du Pays bas, ancienne zone lagunaire du Purbeckien (fin du Jurassique, mordant sur le Crétacé inférieur, étage Berriasien), riche en gypse. Le centre de la commune, bourg compris, est occupé par un épandage d'alluvions du Quaternaire,,.
Le relief de la commune est celui d'une plaine d'une altitude moyenne de 20 m. Une basse colline allongée occupe l'ouest de la commune. Le point culminant est à une altitude de 39 m, situé au nord-ouest à la Vénerie. Le point le plus bas est à 10 m, situé en limite nord-ouest en lisière de la forêt de Jarnac. Le bourg est à environ 20 m d'altitude.

### Hydrographie

#### Réseau hydrographique
La commune est située dans le bassin versant de la Charente au sein du Bassin Adour-Garonne. Elle est drainée par la Soloire, le Tourtrat, le ruisseau du Capitaine et par divers petits cours d'eau, qui constituent un réseau hydrographique de 9 km de longueur totale,.
Réparsac est traversée par la Soloire, un affluent de la Charente rive droite et son affluent le Tourtrat qui passe au bourg.
Les terres argileuses et la faible pente concourent à ce que les parties les plus basses de la commune sont inondables.
On trouve quelques sources et fontaines, comme la Rouillouse près de la Vénerie, ou la Rivelette près du bourg, ou les fontaines du Pigeon et du Pin à la Flaudrie.

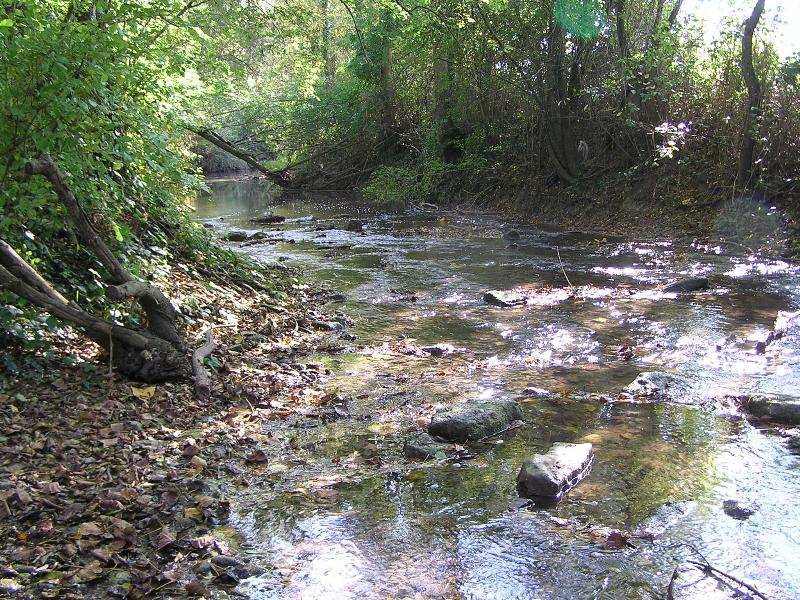
La Soloire à Réparsac.
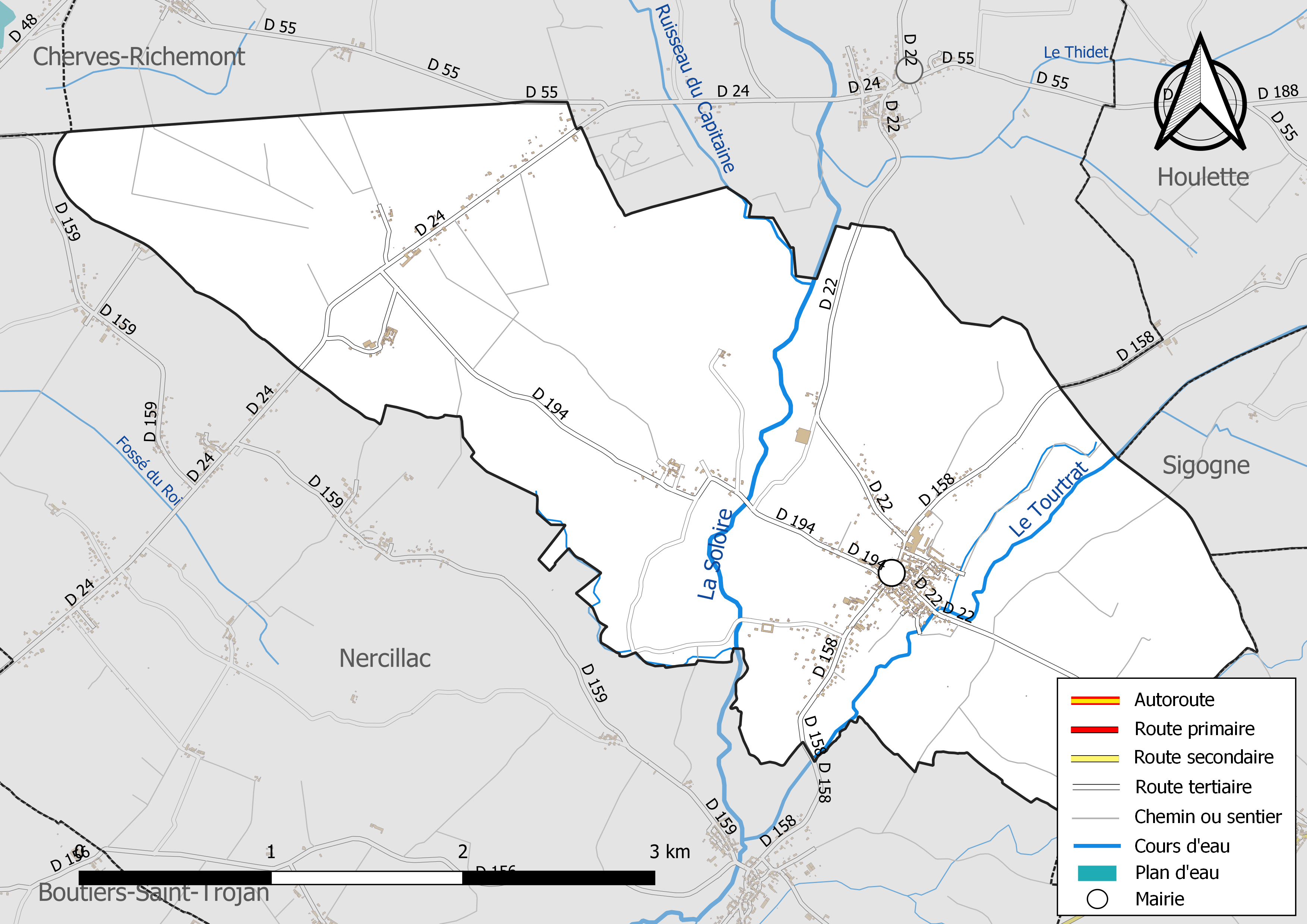
Réseaux hydrographique et routier de Réparsac

#### Gestion des eaux
Le territoire communal est couvert par le schéma d'aménagement et de gestion des eaux (SAGE) « Charente ». Ce document de planification, dont le territoire correspond au bassin de la Charente, d'une superficie de 9 300 km2, a été approuvé le 19 novembre 2019. La structure porteuse de l'élaboration et de la mise en œuvre est l'établissement public territorial de bassin Charente. Il définit sur son territoire les objectifs généraux d’utilisation, de mise en valeur et de protection quantitative et qualitative des ressources en eau superficielle et souterraine, en respect des objectifs de qualité définis dans le troisième SDAGE  du Bassin Adour-Garonne qui couvre la période 2022-2027, approuvé le 10 mars 2022.

### Climat
Le climat est océanique aquitain et semblable à celui de la ville de Cognac où est située la station météorologique départementale.
| Mois                              | jan. | fév.  | mars  | avril | mai   | juin  | jui.  | août  | sep.  | oct. | nov. | déc. | année   |
| --------------------------------- | ---- | ----- | ----- | ----- | ----- | ----- | ----- | ----- | ----- | ---- | ---- | ---- | ------- |
| Température minimale moyenne (°C) | 2    | 2,8   | 3,8   | 6,2   | 9,4   | 12,4  | 14,4  | 14    | 12,1  | 8,9  | 4,7  | 2,6  | 7,8     |
| Température moyenne (°C)          | 5,4  | 6,7   | 8,5   | 11,1  | 14,4  | 17,8  | 20,2  | 19,7  | 17,6  | 13,7 | 8,6  | 5,9  | 12,5    |
| Température maximale moyenne (°C) | 8,7  | 10,5  | 13,1  | 15,9  | 19,5  | 23,1  | 26,1  | 25,4  | 23,1  | 18,5 | 12,4 | 9,2  | 17,1    |
| Ensoleillement (h)                | 80   | 103,9 | 153,3 | 184,5 | 204,9 | 239,6 | 276,4 | 248,3 | 199,4 | 159  | 96,8 | 78,8 | 2 024,9 |
| Précipitations (mm)               | 80,4 | 67,3  | 65,9  | 68,3  | 71,6  | 46,6  | 45,1  | 50,2  | 59,2  | 68,6 | 79,8 | 80   | 783,6   |

## Urbanisme

### Typologie
Au 1er janvier 2024, Réparsac est catégorisée commune rurale à habitat dispersé, selon la nouvelle grille communale de densité à 7 niveaux définie par l'Insee en 2022.
Elle est située hors unité urbaine. Par ailleurs la commune fait partie de l'aire d'attraction de Cognac, dont elle est une commune de la couronne,. Cette aire, qui regroupe 44 communes, est catégorisée dans les aires de 50 000 à moins de 200 000 habitants,.

### Occupation des sols
L'occupation des sols de la commune, telle qu'elle ressort de la base de données européenne d’occupation biophysique des sols Corine Land Cover (CLC), est marquée par l'importance des territoires agricoles (70,5 % en 2018), en diminution par rapport à 1990 (71,7 %). La répartition détaillée en 2018 est la suivante : 
cultures permanentes (32,8 %), forêts (25,1 %), zones agricoles hétérogènes (21,9 %), terres arables (12,4 %), zones urbanisées (4,4 %), prairies (3,4 %). L'évolution de l’occupation des sols de la commune et de ses infrastructures peut être observée sur les différentes représentations cartographiques du territoire : la carte de Cassini (XVIIIe siècle), la carte d'état-major (1820-1866) et les cartes ou photos aériennes de l'IGN pour la période actuelle (1950 à aujourd'hui).

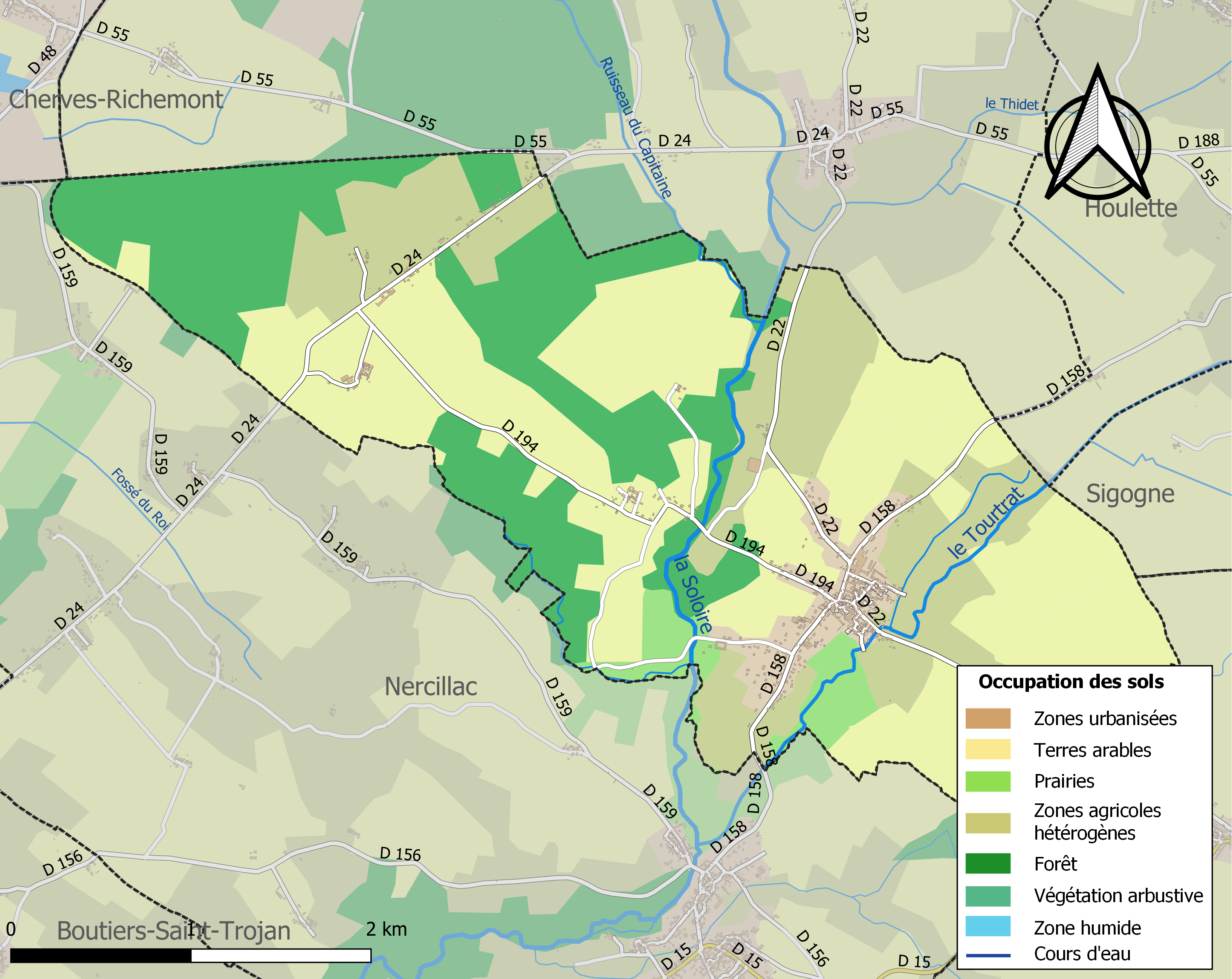
Carte des infrastructures et de l'occupation des sols de la commune en 2018 (CLC).

### Risques majeurs
Le territoire de la commune de Réparsac est vulnérable à différents aléas naturels : météorologiques (tempête, orage, neige, grand froid, canicule ou sécheresse), mouvements de terrains et séisme (sismicité modérée). Un site publié par le BRGM permet d'évaluer simplement et rapidement les risques d'un bien localisé soit par son adresse soit par le numéro de sa parcelle.

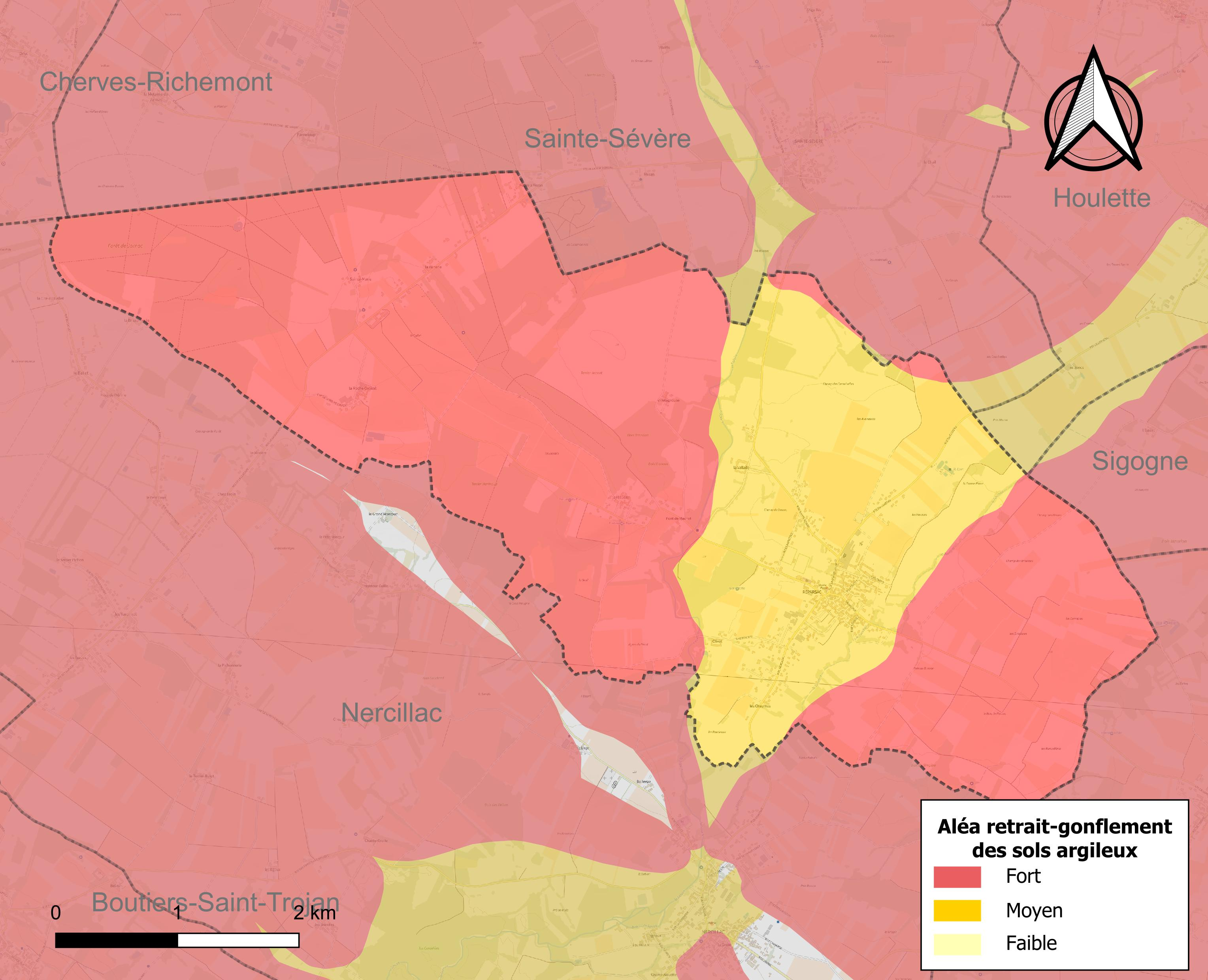
Carte des zones d'aléa retrait-gonflement des sols argileux de Réparsac.

Les mouvements de terrains susceptibles de se produire sur la commune sont des glissements de terrain.
Le retrait-gonflement des sols argileux est susceptible d'engendrer des dommages importants aux bâtiments en cas d’alternance de périodes de sécheresse et de pluie. La totalité de la commune est en aléa moyen ou fort (67,4 % au niveau départemental et 48,5 % au niveau national). Sur les 288 bâtiments dénombrés sur la commune en 2019,  288 sont en aléa moyen ou fort, soit 100 %, à comparer aux 81 % au niveau départemental et 54 % au niveau national. Une cartographie de l'exposition du territoire national au retrait gonflement des sols argileux est disponible sur le site du BRGM,.
Par ailleurs, afin de mieux appréhender le risque d’affaissement de terrain, l'inventaire national des cavités souterraines permet de localiser celles situées sur la commune.
La commune a été reconnue en état de catastrophe naturelle au titre des dommages causés par les inondations et coulées de boue survenues en 1982, 1993, 1999 et 2013. Concernant les mouvements de terrains, la commune a été reconnue en état de catastrophe naturelle au titre des dommages causés par la sécheresse en 1989 et 2003 et par des mouvements de terrain en 1999.

## Toponymie
Une forme ancienne est Reparsaco (non daté).
L'origine du nom de Réparsac pourrait remonter à un nom de personne gallo-romain Reparatius, du cognomen Reparatus, auquel est apposé le suffixe -acum, ce qui correspondrait à Reparatiacum, « domaine de Reparatius ». Selon Dauzat, elle pourrait remonter à un nom de personne latin Parcius, dérivant peut-être de Patricacus, précédé d'un préfixe obscur.
Le hameau de la Vénerie, près de la forêt de Jarnac, doit son nom à un rendez-vous de chasse des seigneurs de Jarnac qui s'y trouvait autrefois.

## Histoire

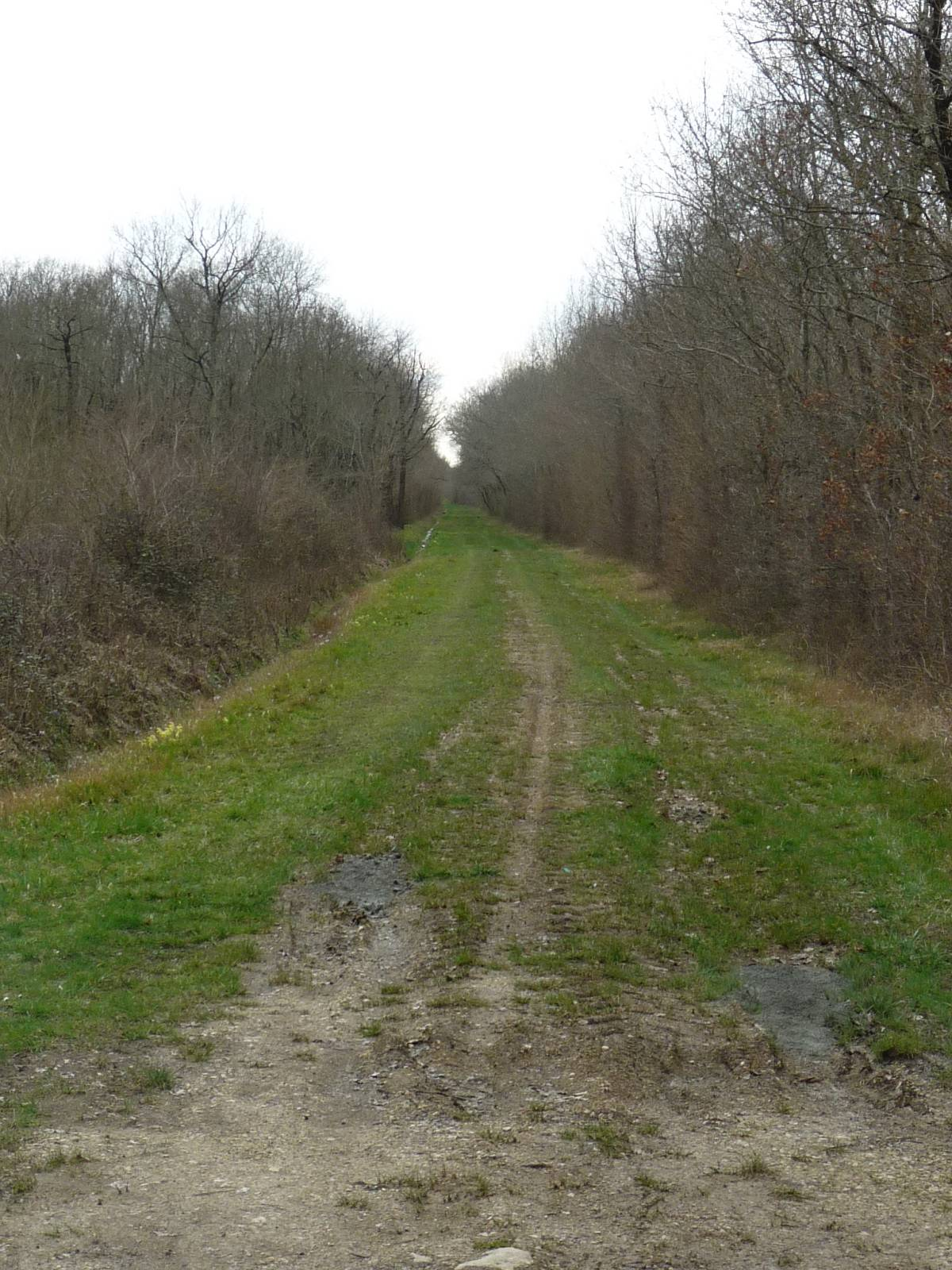
La voie d'Agrippa dans la forêt de Jarnac se détache de la D 55 ; vue vers l'ouest.

Un ensemble de fossés circulaires protohistoriques a été trouvé aux Brousses.
L'ancienne voie romaine d'Agrippa, de Saintes à Lyon, fait la limite de commune avec Houlette au nord et passe dans la forêt de Jarnac.
Un cimetière médiéval de 300 à 400 tombes a été détruit lors de l'exploitation d'une carrière de sable.
Au bourg était un ancien logis qui avait appartenu à la famille de Montalembert.
Au début du XXe siècle, l'industrie était représentée par un moulin mû par la Soloire.

## Administration
| Période                                  | Période  | Identité                  | Étiquette | Qualité              |
| ---------------------------------------- | -------- | ------------------------- | --------- | -------------------- |
| Les données manquantes sont à compléter. |          |                           |           |                      |
| avant 1995                               | ?        | Gérard Paurion            | DVD       |                      |
| 2001                                     | 2008     | Aimé Rouger               |           |                      |
| 2008                                     | 2014     | Sylvie Gadiou-Charbonnier | SE        | Attachée commerciale |
| 2014                                     | En cours | Christian Meunier         |           |                      |

### Fiscalité
La fiscalité en 2007 est d'un taux de 13,24 % sur le bâti, 35,82 % sur le non bâti, et 6,47 % pour la taxe d'habitation.
La communauté de communes de Jarnac prélève la taxe professionnelle au taux 10,26 %.

## Démographie

### Évolution démographique
L'évolution du nombre d'habitants est connue à travers les recensements de la population effectués dans la commune depuis 1793. Pour les communes de moins de 10 000 habitants, une enquête de recensement portant sur toute la population est réalisée tous les cinq ans, les populations de référence des années intermédiaires étant quant à elles estimées par interpolation ou extrapolation. Pour la commune, le premier recensement exhaustif entrant dans le cadre du nouveau dispositif a été réalisé en 2007.

En 2022, la commune comptait 617 habitants, en évolution de +0,33 % par rapport à 2016 (Charente : −0,48 %, France hors Mayotte : +2,11 %).
| 1793 | 1800 | 1806 | 1821 | 1831 | 1841 | 1846 | 1851 | 1856 |
| ---- | ---- | ---- | ---- | ---- | ---- | ---- | ---- | ---- |
| 327  | 400  | 364  | 449  | 457  | 482  | 506  | 523  | 550  |

| 1861 | 1866 | 1872 | 1876 | 1881 | 1886 | 1891 | 1896 | 1901 |
| ---- | ---- | ---- | ---- | ---- | ---- | ---- | ---- | ---- |
| 560  | 527  | 520  | 501  | 512  | 476  | 487  | 466  | 478  |

| 1906 | 1911 | 1921 | 1926 | 1931 | 1936 | 1946 | 1954 | 1962 |
| ---- | ---- | ---- | ---- | ---- | ---- | ---- | ---- | ---- |
| 452  | 419  | 396  | 405  | 420  | 410  | 355  | 422  | 425  |

| 1968 | 1975 | 1982 | 1990 | 1999 | 2006 | 2007 | 2012 | 2017 |
| ---- | ---- | ---- | ---- | ---- | ---- | ---- | ---- | ---- |
| 451  | 458  | 490  | 531  | 506  | 562  | 570  | 636  | 601  |

| 2022 | - | - | - | - | - | - | - | - |
| ---- | - | - | - | - | - | - | - | - |
| 617  | - | - | - | - | - | - | - | - |

### Pyramide des âges
La population de la commune est relativement jeune.
En 2018, le taux de personnes d'un âge inférieur à 30 ans s'élève à 33,5 %, soit au-dessus de la moyenne départementale (30,2 %). À l'inverse, le taux de personnes d'âge supérieur à 60 ans est de 23,2 % la même année, alors qu'il est de 32,3 % au niveau départemental.
En 2018, la commune comptait 309 hommes pour 288 femmes, soit un taux de 51,76 % d'hommes, largement supérieur au taux départemental (48,41 %).
Les pyramides des âges de la commune et du département s'établissent comme suit.
| Hommes | Classe d’âge | Femmes |
| ------ | ------------ | ------ |
| 0,3    | 90 ou +      | 2,1    |
| 5,9    | 75-89 ans    | 6,0    |
| 14,7   | 60-74 ans    | 17,3   |
| 24,8   | 45-59 ans    | 25,0   |
| 17,9   | 30-44 ans    | 19,1   |
| 16,2   | 15-29 ans    | 13,8   |
| 20,1   | 0-14 ans     | 16,6   |

| Hommes | Classe d’âge | Femmes |
| ------ | ------------ | ------ |
| 1      | 90 ou +      | 2,7    |
| 9,2    | 75-89 ans    | 12     |
| 20,6   | 60-74 ans    | 21,3   |
| 20,7   | 45-59 ans    | 20,3   |
| 16,8   | 30-44 ans    | 16     |
| 15,6   | 15-29 ans    | 13,4   |
| 16,1   | 0-14 ans     | 14,3   |

### Remarques
Réparsac présente une grande stabilité de sa population sur les deux derniers siècles.

## Économie

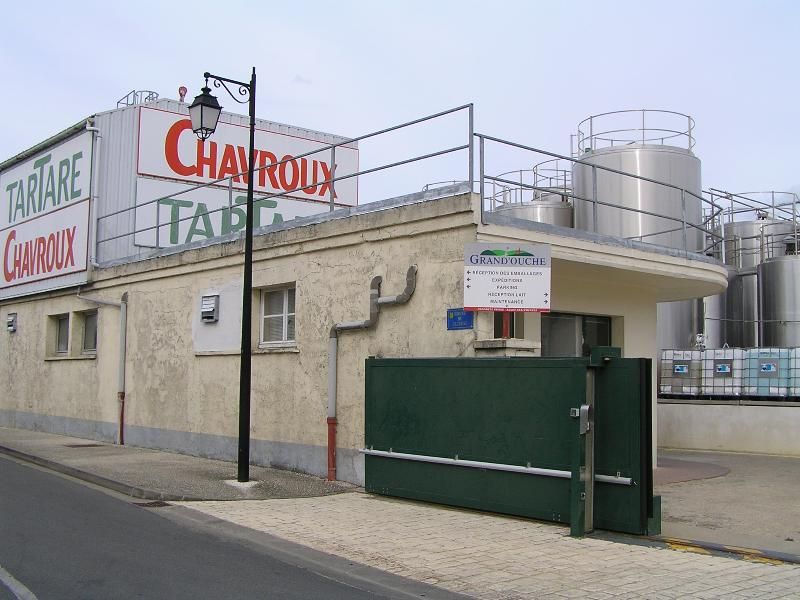
La fromagerie.

### Agriculture
La viticulture occupe une partie importante de l'activité agricole.
La commune est classée dans les Fins Bois, dans la zone d'appellation d'origine contrôlée du cognac.

### Industrie
La SAS Grand'Ouche, une importante unité de fabrication de fromages emploie environ 200 personnes pour la fabrication de divers produits laitiers dont certains portent les marques commerciales Tartare et Chavroux.

### Commerces et artisanat
La commune comporte des pépiniéristes viticoles, un producteur d'engrais et une grande surface de vente de matériel agricole pour les agriculteurs et les particuliers.
Les artisans sont un coiffeur, un plâtrier-carreleur, un menuisier, un couvreur, un plombier-chauffagiste et un garagiste.
Il y a trois artisans d'art, un ferronnier, une graveuse sur verre et une tisserande.

### Tourisme
Il existe deux familles d'agriculteurs qui proposent des chambres d'hôtes.

## Équipements, services et vie locale

### Enseignement
L'école publique est un RPI entre Houlette et Réparsac. Réparsac accueille l'école élémentaire, avec deux classes, et Houlette l'école primaire. Le secteur du collège est Cognac (Félix-Gaillard).

### Autres services
Il y a une agence postale.
Médecins, pharmacie, infirmières et tous les autres types de service sont sur les communes voisines.

### Vie associative
- Entente sportive Nercillac-Réparsac ;
- Société de chasse ;
- Parents d'élèves ;
- Comité des fêtes.

## Lieux et monuments

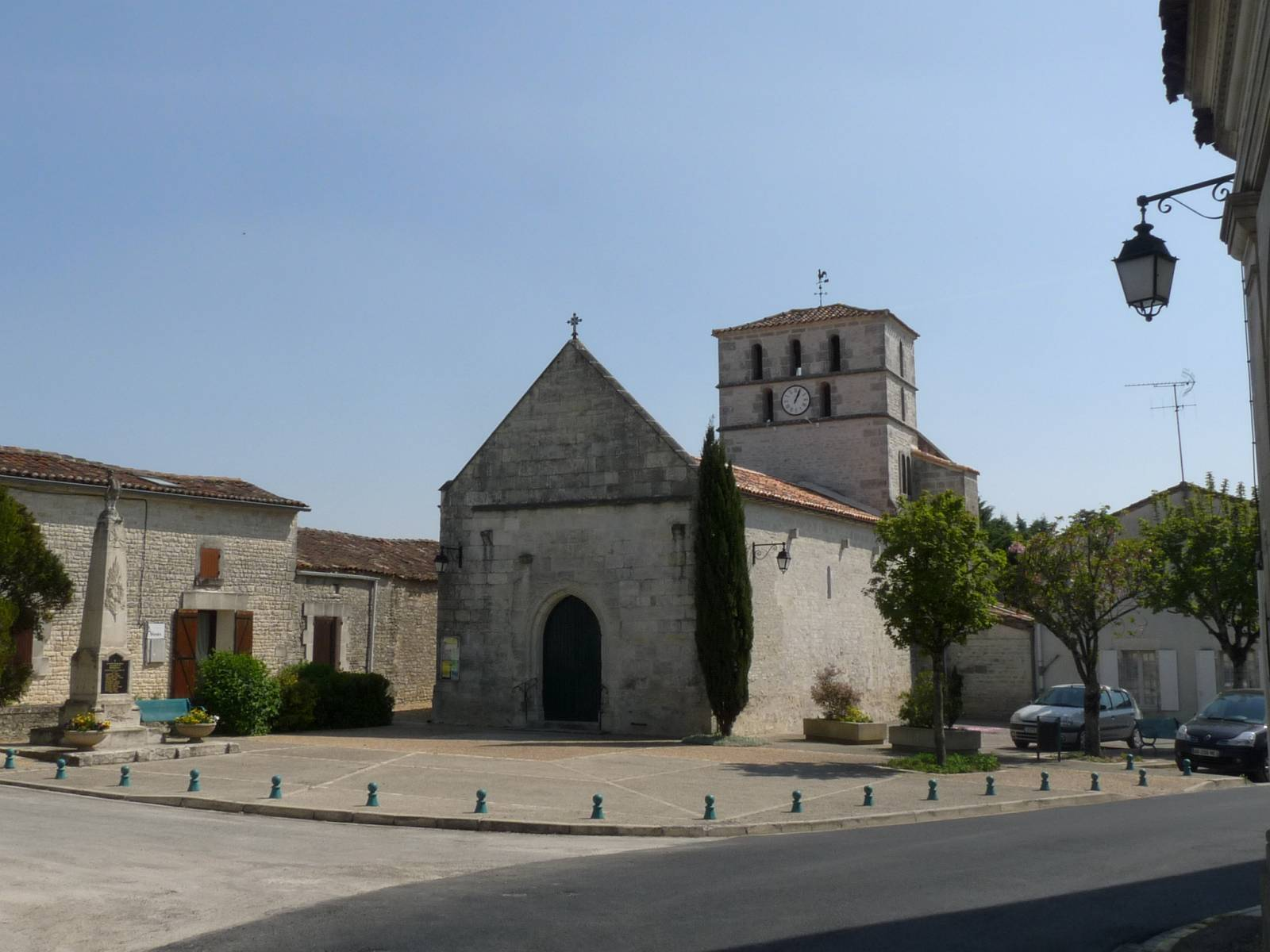
L'église.

L'église paroissiale Saint-Pierre est une ancienne vicairie perpétuelle de l'ancien diocèse de Saintes qui était unie au prieuré de Montour, lequel se trouvait sur son territoire. L'église date des XIIe et XIIIe siècles ; elle a été réparée en 1720, restaurée en 1742, puis en 1893. Elle est à plan allongé avec un seul vaisseau, en pierre de taille en voûte d'ogives et voûte en berceau. Il y a des sculptures de fleur de lys au niveau de la clef de voûte du chœur et d'atlantes aux culots à la retombée de la voûte du chœur. Le toit est à longs pans, à pignon découvert avec une couverture de tuiles. Il y a un  escalier en vis sans jour,. 
Un moulin et de nombreuses fermes forment un important patrimoine rural datant en majorité du milieu du XIXe siècle.
La salle des fêtes a été une des premières de Charente, construite au début du XXe siècle par le propriétaire de la laiterie.

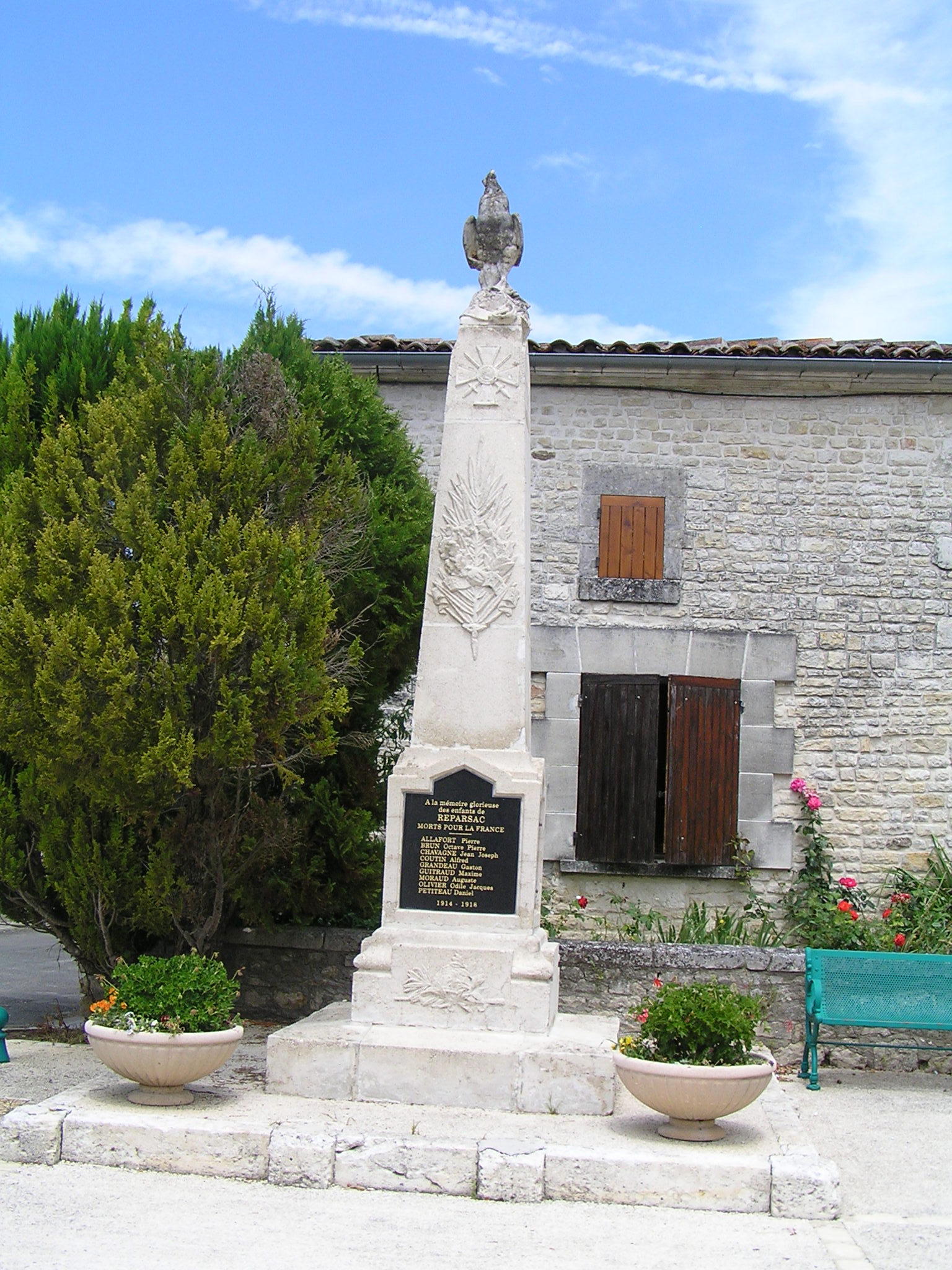
Le monument aux morts.

Son monument aux morts est surmonté d'un coq gaulois.